# Allopiophila vernicosa
Allopiophila vernicosa är en tvåvingeart som beskrevs av Ozerov och Bartak 1993. Allopiophila vernicosa ingår i släktet Allopiophila och familjen ostflugor.
Artens utbredningsområde är Tjeckien. Inga underarter finns listade i Catalogue of Life.